# Ouled Rabah
Ouled Rabah (în arabă أولاد رابح) este o comună din provincia Jijel, Algeria.
Populația comunei este de 10.681 de locuitori (2008).